# Guatteria modesta
Guatteria modesta Diels – gatunek rośliny z rodziny flaszowcowatych (Annonaceae Juss.). Występuje naturalnie w Kolumbii oraz Peru. 

## Morfologia
PokrójZimozielone drzewo dorastające do 24 m wysokości.
LiścieMają kształt od odwrotnie owalnego do eliptycznego. Mierzą 11–14 cm długości oraz 3–4 szerokości. Nasada liścia jest klinowa. Wierzchołek jest spiczasty. Ogonek liściowy jest nagi i dorasta do 3–5 mm długości.
KwiatySą pojedyncze. Rozwijają się w kątach pędów. Działki kielicha mają owalny kształt i dorastają do 7–9 mm długości. Płatki mają eliptyczny kształt. Są brązowego koloru. Osiągają do 8–11 mm długości.

## Biologia i ekologia
Rośnie w wilgotnych wiecznie zielonych lasach. Występuje na terenach nizinnych.